# Dreifleck-Pappelspanner
Der Dreifleck-Pappelspanner (Stegania trimaculata) auch Strohgelber Glanzrandspanner ist ein Schmetterling (Nachtfalter) aus der Familie der Spanner (Geometridae).

## Merkmale

### Falter
Der Falter hat eine Flügelspannweite von 17 bis 22 Millimetern. Die Grundfarbe der Flügel ist cremefarben bis hellbraun. Die Zeichnung ist im Detail sehr variabel. Charakteristisch sind in der Regel drei braune Flecke am Vorderrand der Vorderflügel sowie zwei braune Querlinien. Allerdings gibt es auch Exemplare mit fast erloschenen Querlinien. Die Saumlinie zeigt typischerweise eine zugespitzte bis gerundete Ausbuchtung zum Apex hin. Die Flügel können unterschiedlich stark braun überstäubt sein, und daher können weitere braune Flecken vorhanden sein. Bei manchen Exemplaren tritt durch die Überstäubung die Flügeläderung hervor. Die Hinterflügel haben dieselbe Grundfarbe wie die Vorderflügel, es ist jedoch nur eine Querlinie vorhanden.

### Raupe und Puppe
Die Raupe kann grün mit einer rotbraunen, unterbrochenen Rückenlinie versehen sein, oder sie ist braun mit einer hellen, unterbrochenen Rückenlinie. Die Puppe ist braun und besitzt zwei divergierende Borsten am Kremaster.

## Verbreitung
Die Art ist vor allem in Nordafrika und in Westeuropa und dem westlichen Südeuropa (Iberische Halbinsel, Italien) verbreitet. Sie fehlt aber in Südosteuropa (Balkanhalbinsel). Es liegen lediglich Nachweise aus Slowenien und Dalmatien (Kroatien) vor. Nach Belgien und den Niederlanden scheint sie erst in den letzten 20 Jahren gekommen zu sein. Aus England ist nur ein Fund bekannt. In Deutschland ist sie erst im Laufe des 20. Jahrhunderts eingewandert. Heute ist sie aber auch in vielen anderen wärmebegünstigten Gegenden Deutschlands anzutreffen. Im Nordosten werden Funde bis nach Brandenburg gemeldet. Die Art soll außerhalb Europas auch in Turkmenistan und Usbekistan vorkommen. Diese Vorkommen werden von Leraut (2009) nicht bestätigt.

## Vorkommen
Die Art kommt vor allem in Flussniederungen und Auenwäldern, wo Pappeln wachsen, aber auch in der offenen Landschaft mit Pappelanpflanzungen vor. In Deutschland bevorzugt sie wärmebegünstigte Gegenden. Sie steigt in den Alpen bis auf 1.000 Meter Höhe, in Deutschland ist sie jedoch auf die Ebenen und das flache Hügelland unter 200 bis 300 Metern beschränkt. Die Art ist nur sehr lokal verbreitet und nicht häufig.

## Lebensweise
Der Dreifleck-Pappelspanner bildet zwei, sich zum Teil überlappende Generationen im Jahr, deren Falter von Mai bis Juni und von Juli bis August fliegen. In höheren Lagen treten die Generationen etwas später in Erscheinung. Die Falter wurden an Lindenblüten Nektar saugend beobachtet. Sie fliegen nachts und werden von künstlichen Lichtquellen angezogen. Tagsüber sitzen sie an Pappelstämmen oder im Gras. Sie fliegen gelegentlich auch am Tag. Die Eier werden ausschließlich an den Blättern verschiedener Pappeln-Arten (Populus) abgelegt. Die Raupen sind von Juni bis August zu finden. Die Verpuppung erfolgt in einem zusammengesponnenen Blatt, die Puppe überwintert. Im Frühjahr schlüpfen dann die Falter.

## Gefährdung
Die Art ist in Bayern als stark gefährdet (Kategorie 2) eingestuft, in Rheinland-Pfalz als gefährdet (Kategorie 3). Dagegen interpretieren die Autoren des Werks „Die Schmetterlinge Baden-Württembergs“ die Art als Arealvergrößerer, das heißt, dass sie derzeit ihr Verbreitungsgebiet nach Norden und Nordosten ausdehnt.